# Olimpia de Oro
Olimpia de Oro é um prêmio concedido desde 1954 pela Associação de jornalistas argentinos ao melhor atleta do país no ano.

## Vencedores
| Ano  | Ganhador               | Esporte/Modalidade  |
| ---- | ---------------------- | ------------------- |
| 1954 | Juan Manuel Fangio     | Automobilismo       |
| 1955 | Pascual Pérez          | Boxe                |
| 1956 | Jorge Bátiz            | Ciclismo            |
| 1957 | Pedro Dellacha         | Futebol             |
| 1958 | Osvaldo Suárez         | Atletismo           |
| 1959 | Luis Federico Thompson | Boxe                |
| 1960 | Rodolfo Hossinger      | Voo a vela          |
| 1961 | Luis Alberto Nicolao   | Natação             |
| 1962 | Norma Baylon           | Tênis               |
| 1963 | Juan Carlos Dyrzka     | Atletismo           |
| 1964 | Carlos Moratorio       | Equitação           |
| 1965 | Bernardo Otaño         | Rugby               |
| 1966 | Horacio Accavallo      | Boxe                |
| 1967 | Roberto de Vicenzo     | Golfe               |
| 1968 | Nicolino Locche        | Boxe                |
| 1969 | Alberto Demiddi        | Remo                |
| 1970 | Roberto De Vicenzo     | Golfe               |
| 1971 | Alberto Demiddi        | Remo                |
| 1972 | Carlos Monzón          | Boxe                |
| 1973 | Horacio Iglesias       | Natação             |
| 1974 | Guillermo Vilas        | Tênis               |
| 1975 | Guillermo Vilas        | Tênis               |
| 1976 | Juan Carlos Harriott   | Polo                |
| 1977 | Guillermo Vilas        | Tênis               |
| 1978 | Daniel Martinazzo      | Hóquei sobre patins |
| 1979 | Diego Maradona         | Futebol             |
| 1980 | Sergio Víctor Palma    | Boxe                |
| 1981 | Marcelo Alexandre      | Ciclismo            |
| 1982 | Santos Laciar          | Boxe                |
| 1983 | Santos Laciar          | Boxe                |
| 1984 | Santos Laciar          | Boxe                |
| 1985 | Hugo Porta             | Rugby               |
| 1986 | Diego Maradona         | Futebol             |
| 1987 | Gabriela Sabatini      | Tênis               |
| 1988 | Gabriela Sabatini      | Tênis               |
| 1989 | Eduardo Romero         | Golfe               |
| 1990 | Pedro Décima           | Boxe                |
| 1991 | Oscar Ruggeri          | Futebol             |
| 1992 | Diego Degano           | Natação             |
| 1993 | Marcelo Milanesio      | Basquetebol         |
| 1994 | Julio César Vásquez    | Boxe                |
| 1995 | Nora Vega              | Patinação           |
| 1996 | Carlos Espínola        | Windsurf            |
| 1997 | José Meolans           | Natação             |
| 1998 | Andrea González        | Patinação           |
| 1999 | Gonzalo Quesada        | Rugby               |
| 2000 | Las Leonas             | Hóquei em campo     |
| 2001 | José Cóceres           | Golfe               |
| 2002 | Cecilia Rognoni        | Hóquei em campo     |
| 2003 | Emanuel Ginóbili       | Basquetebol         |
| 2004 | Emanuel Ginóbili       | Basquetebol         |
| 2004 | Carlos Tévez           | Futebol             |
| 2005 | David Nalbandian       | Tênis               |
| 2006 | Germán Chiaraviglio    | Atletismo           |
| 2007 | Ángel Cabrera          | Golfe               |
| 2008 | Juan Curuchet          | Ciclismo            |
| 2008 | Walter Pérez           | Ciclismo            |
| 2009 | Juan Martín Del Potro  | Tênis               |
| 2010 | Luciana Aymar          | Hóquei em campo     |
| 2011 | Lionel Messi           | Futebol             |
| 2012 | Sergio Martínez        | Boxe                |
| 2013 | Marcos Maidana         | Boxe                |
| 2014 | Adolfo Cambiaso        | Polo                |
| 2015 | Paula Pareto           | Judô                |
| 2016 | Juan Martín Del Potro  | Tênis               |
| 2017 | Delfina Pignatiello    | Natação             |
| 2018 | Agustín Canapino       | Automobilismo       |
| 2019 | Luis Scola             | Basquetebol         |
| 2020 | Diego Schwartzman      | Tênis               |
| 2021 | Lionel Messi           | Futebol             |
| 2022 | Lionel Messi           | Futebol             |
| 2023 | Belén Casetta          | Atletismo           |
| 2023 | Lionel Messi           | Futebol             |
| 2024 | Emiliano Martínez      | Futebol             |
| 2024 | Franco Colapinto       | Automobilismo       |